# Herman Van Springel
Herman Van Springel (Ranst, 14 de agosto de 1943 – 25 de agosto de 2022) foi um ciclista profissional belga, vencedor de inúmeros prémios e etapas em diferentes provas do ciclismo internacional nos anos 60 e 70.
Ao longo da sua carreira, ficou como conhecido como Monsieur Bordeaux-Paris, em virtude de ter ganho a clássica prova velocipédica Bordeaux-Paris por sete vezes.
Embora nunca tenha vencido nenhuma das grandes provas por etapas, ficou em segundo lugar no Tour de France em 1968 e também em 2.º lugar o Giro d'Italia de 1971.
Conquistou o campeonato nacional em 1971.

## Morte
Van Springel morreu em 25 de agosto de 2022, aos 79 anos de idade.